# Gregorio de Echaurren Herrera
José Gregorio Dimas Echaurren Herrera (Santiago, 1791-ibidem, 1848), fue una personalidad y político chileno.
Miembro de la Comisión Especial encargada de estudiar un Reglamento de Policía (1822) y elegido diputado por Santiago en 1823 y senador por el bando pipiolo entre 1824 y 1825).

## Familia
Hijo de Gregorio Dimas de Echaurren y María Rosa de Herrera Manzanal.
Se casó con Juana García-Huidobro Aldunate, con quien fue padre de: Francisco, Concepción casada con Silvestre Ochagavía Errázuriz; Javiera casada con Manuel Eyzaguirre Portales; Eulogia primera dama de Federico Errázuriz Zañartu, por lo tanto abuelos del también presidente Federico Errázuriz Echaurren.